# Karl-Heinz Greisert
Karl-Heinz Greisert (2 de fevereiro de 1908 - 22 de julho de 1942) foi um piloto alemão da Luftwaffe durante a Segunda Guerra Mundial. Combateu na Frente Ocidental e na Frente Oriental, nas quais abateu mais de 33 aeronaves inimigas, o que fez dele um ás da aviação.